# Cotia
Cotia è un comune del Brasile nello Stato di San Paolo, parte della mesoregione Metropolitana de São Paulo e della microregione di Itapecerica da Serra.
Il comune è composto dalla sede centrale e dal distretto di Caucaia do Alto, con i suoi ex quartieri di Jandira, Itapevi e Vargem Grande Paulista (originariamente chiamato Raposo Tavares) che sono stati separati per creare nuovi comuni.

## Storia
Fondata nel 1580, è municipio autonomo dal 1856.

## Geografia fisica
Confina con Itapevi a nordovest e nord, Jandira e Carapicuíba a nord, Osasco e la capitale San Paolo a nord est, Embu e Itapecerica da Serra a est, São Lourenço da Serra a sud, Ibiúna e São Roque a ovest e Vargem Grande Paulista a nord est.